# Georg Hinz

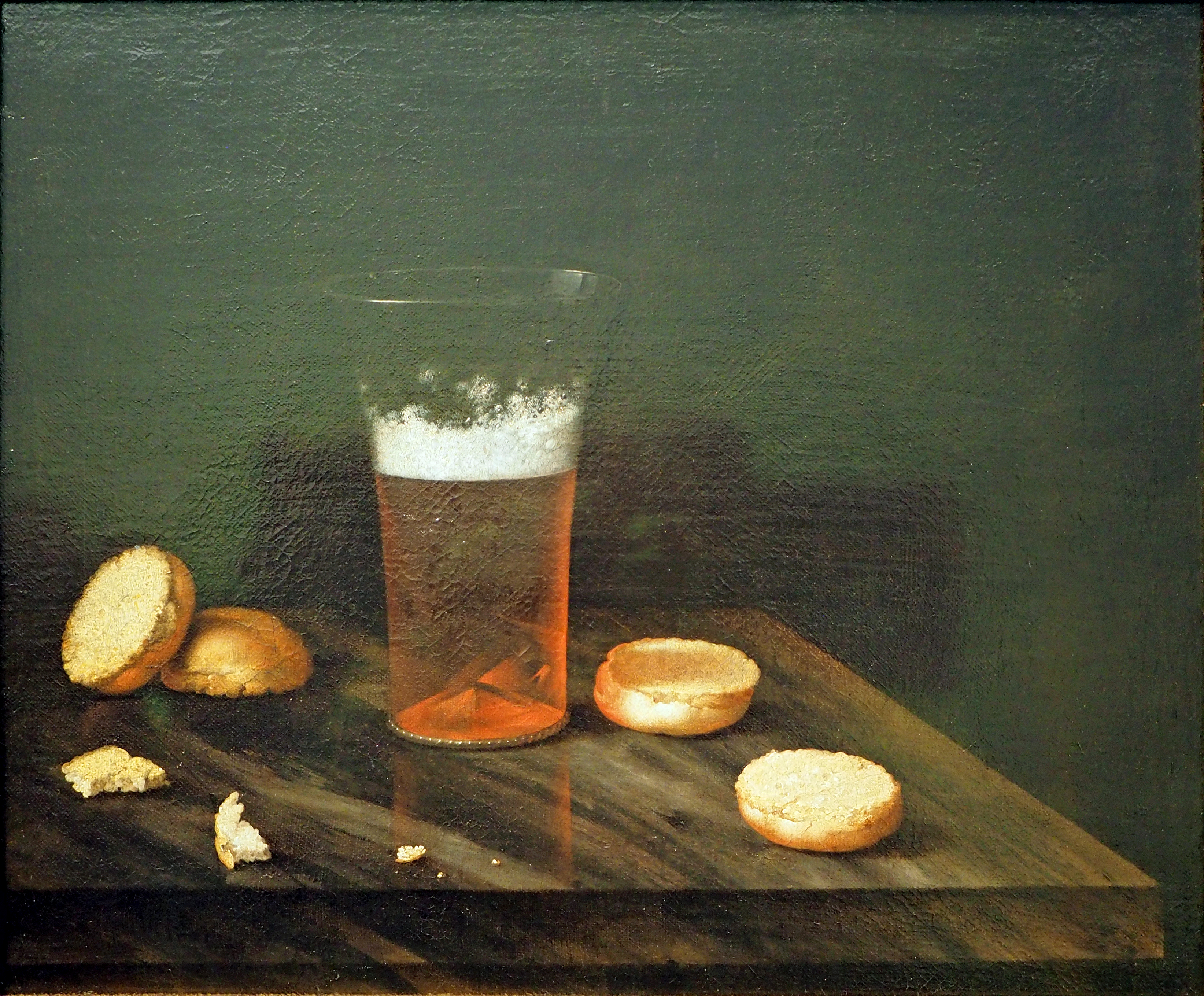
Stillleben mit Bierglas und Brötchen, 1665, Hamburger Kunsthalle

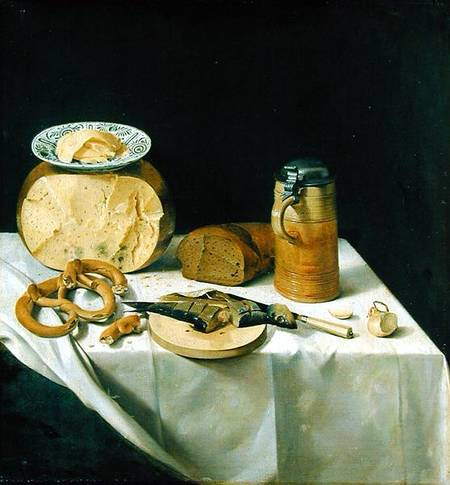
Frühstücksstillleben, um 1662; Öl auf Lw.; Hamburger Kunsthalle

Johann Georg Hinz (* um 1630 in Altona; † 1688 in Hamburg), der auch als Hainz, Heintz oder Hintz signierte, war ein deutscher Maler und in Hamburg der erste Spezialist für Stillleben.

## Leben und Werk
Über sein Leben ist wenig bekannt. Vermutlich hielt er sich seit Anfang der 1660er Jahre in Hamburg auf; dort erwarb er 1668 das Bürgerrecht und wurde 1681 Freimeister. 
Hinz gilt als der erste und bedeutendste Hamburger Stillleben-Maler; da sein Werk zeigt, dass er die niederländischen Stillleben sehr gut kannte, wird angenommen, dass er Amsterdam und Haarlem besucht hatte. Von seiner Hand stammten Früchte- und Prunkstillleben, Banketjes, Blumenstücke und Trompe-l’œil.

## EinFrühstücksstillleben
Das Frühstücksstillleben von Hinz ist den Haarlemer Banketjes (=kleine Mahlzeiten, Frühstücke)   ähnlich, Einzelheiten wie z. B. der Käse mit dem Fayence-Teller oder die hochgeschlagene Tischdecke erinnern an die Malerei von Pieter Claesz oder Floris van Schooten. Das auf den ersten Blick kärgliche Mahl weist im Sinne der barocken Lesbarkeit der Stillleben über sich hinaus: es zeigt die typischen Fastenspeisen; der Fisch, der angebrochene Brezen und die angeschnittene Zwiebel sind Symbole für die Passionszeit und damit indirekt für Jesus Christus.

## DerKleinodienschrank

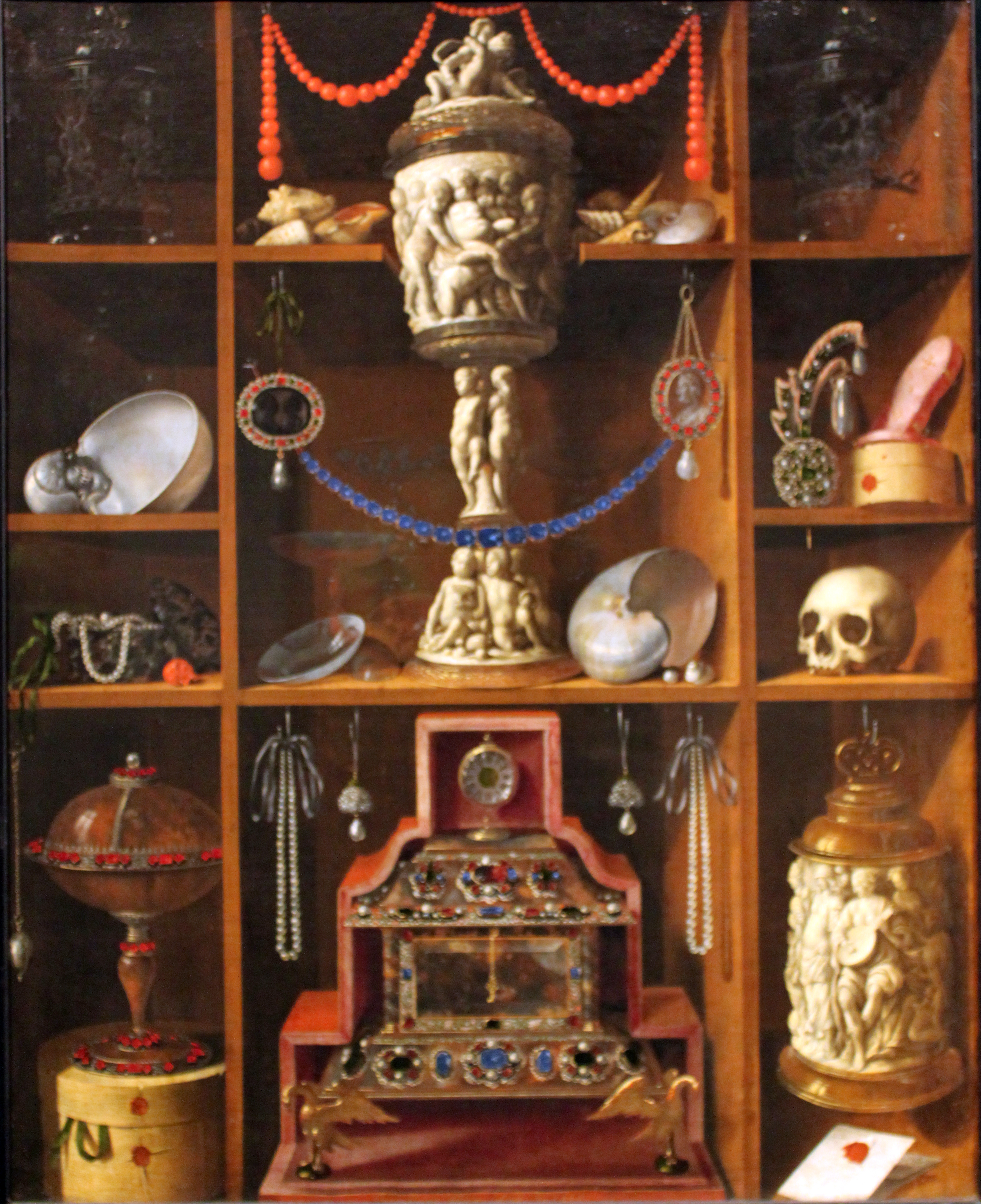
Kunstkammerschrank, 1666; Öl auf Lw.; Hamburger Kunsthalle

Hinz fertigte 1666 unter anderem das Gemälde Kleinodienschrank, das heutzutage zuweilen auch mit Kunstkammerschrank betitelt wird. Dieser Kunstkammerschrank verwahrt seltene Stücke unterschiedlicher Provenienz, wie sie von wohlhabenden Raritätenliebhabern seit der Renaissance gesammelt wurden. Auf dem Medaillon ist der dänische König Christian IV. abgebildet; der Elfenbeinpokal gehört in eine dänische Sammlung und befindet sich heute als Leihgabe im Hamburger Museum für Kunst und Gewerbe. Das Gemälde selbst wurde der Kunsthalle 1890 von Pius Warburg geschenkt. Von diesem Bild existiert noch eine spätere Variante, Kleinodienschrank. Regal mit Pistolen, die den Elfenbeinpokal von einer anderen Seite zeigt; alle anderen Stücke im Regal sind ausgetauscht. Dieses Werk ist im Kunstgewerbemuseum Berlin zu finden.